# Curzio Malaparte
Kurt Erich Suckert, mais conhecido pelo pseudônimo Curzio Malaparte (Prato, 9 de junho de 1898 – 19 de julho de 1957) foi um escritor, jornalista, dramaturgo, cineasta, militar e diplomata italiano. O sobrenome de seu pseudônimo (por si usado desde 1925), significa em italiano "parte má", sendo um trocadilho com o nome de família de Napoleão Bonaparte - que significa, em italiano, "parte boa".

## Biografia
Nascido em Prato, Toscana, filho de mãe lombarda e pai alemão, Kurt Suckert estudou no Collegio Cicognini  e na Universidade La Sapienza de Roma. Em 1918, começou sua carreira como jornalista.
Malaparte lutou na Primeira Guerra Mundial, ganhando o título de capitão no Quinto Regimento Alpino, além de várias condecorações por valor. Em 1922, tomou parte na Marcha sobre Roma de Benito Mussolini. Em 1924, ele fundou o periódico romano La Conquista dello Stato ("A Conquista do Estado", um título que viria a inspirar La Conquista del Estado de Ramiro Ledesma Ramos). Como membro do Partido Nacional Fascista, fundou vários periódicos e contribuiu com ensaios e artigos para outros. Também escreveu vários livros a partir de 1920, além de dirigir dois jornais metropolitanos.
Em 1926, Massimo Bontempelli e Curzio Malaparte fundaram o jornal trimestral literário "900". Posteriormente, tornou-se coeditor do Fiera Letteraria entre 1928 e 1931, e editor do La Stampa em Turim. Sua polêmica obra sobre guerra Viva Caporetto!, meio ensaio e meio romance de 1921, acusava a corrupta Roma e as classes altas italianas de serem os reais inimigos. A publicação do livro foi proibida, pois ofendia o Regio Exercito. Em Tecnica del Colpo di Stato, de 1931, Malaparte atacou tanto Adolf Hitler quanto Mussolini. Consequentemente, sua filiação ao Partido Nacional Fascista foi revogada e ele ficou em exílio interno na ilha de Lipari entre 1933 e 1938.
Ele foi libertado devido à intercessão de Galeazzo Ciano, genro e provável sucessor de Mussolini. Apesar disto, o regime de Mussolini deteve Malaparte também em 1938, 1939, 1941, e 1943, e o prendeu no mal afamado presídio romano de Regina Coeli. Durante suas detenções, construiu a Casa Malaparte em Cabo Massullo, na ilha de Capri.  A casa foi uma locação chave no filme Le Mépris, de Jean-Luc Godard baseado em romance de Alberto Moravia, em que estrelaram Brigitte Bardot e Fritz Lang.

## Obras
- Opere Complete, Vallecchi, 1961, opera omnia (18 vols.) editado por Enrico Falqui

### Não ficção
- Viva Caporetto!, come Curzio Erich Suckert, Prato, Stabilimento Lito-Tipografico Martini, 1921; col titolo La rivolta dei santi maledetti (Aria d'Italia, 1921); col titolo Viva Caporetto. La rivolta dei santi maledetti, introduzione di Mario Isnenghi, Milano: Mondadori, 1980-1981; col titolo Viva Caporetto. La rivolta dei santi maledetti, secondo il testo della prima edizione 1921, editado por Marino Biondi, con in appendice la prefazione alla seconda edizione romana del 1923, una storia editoriale del testo e una revisione testuale dall'edizione 1921 all'edizione 1923, Firenze, Vallecchi, 1995.
- Le nozze degli eunuchi, Roma, La Rassegna Internazionale, 1922
- L'Europa vivente, Firenze, La Voce, 1923; in L'Europa vivente e altri saggi politici, Firenze, Vallecchi, 1923
- Italia barbara, Torino, Piero Gobetti, 1925; Roma, La Voce, 1927
- Intelligenza di Lenin, Milano, Treves, 1930; Milano, Garzanti, 1942.
- Technique du coup d'état, Paris, Bernard Grasset, 1931; trad. italiana Tecnica del colpo di Stato, Milano, Bompiani, 1948; Firenze, Vallecchi, 1973; editado por Luigi Martellini, Milano, Mondadori, 1983; editado por Giorgio Pinotti, Milano, Adelphi, 2011.
- I custodi del disordine, Torino, Fratelli Buratti Editori, 1931
- Vita di Pizzo di Ferro detto: Italo Balbo (seguono le relazioni sulle gesta atlantiche), com Enrico Falqui ed Elio Vittorini, ed. del Littorio, 1931
- Le bonhomme Lénine, Paris, Bernard Grasset, 1932; traduzido primeiro como Lenin buonanima, Florença, Vallecchi, 1962; como Il buonuomo Lenin, Milão, Adelphi, 2018.
- Mussolini segreto (Mussolini in pantofole), Roma: Istituto Editoriale di Cultura, 1944; publicado sob o pseudônimo "Candido"
- Il sole è cieco, Firenze, Vallecchi, 1947
- Deux chapeaux de paille d'Italie, Paris, Denoel, 1948; pubblicato in francese
- Les deux visages d'Italie: Coppi et Bartali, 1949; pubblicato in francese e poi tradotto in italiano come Coppi e Bartali, Milano, Adelphi, 2009
- Due anni di battibecco, 1955
- Maledetti toscani, Aria d'Italia, 1956; Firenze, Vallecchi, 1956-1968; editado por Luigi Martellini, Oscar Mondadori, 1982; Leonardo, 1994; Adelphi, 2017
- Io, in Russia e in Cina, 1958; Firenze: Vallecchi
- Mamma marcia, 1959; Firenze, Vallecchi; con Lettera alla gioventù d'Europa e Sesso e libertà, postfazione di Luigi Martellini, Milano: Leonardo, 1990, 1992
- L'inglese in paradiso, Firenze: Vallecchi, 1960. [Contiene le operette incompiute Gesù non conosce l'arcivescovo di Canterbury e L'inglese in paradiso, assieme a una raccolta di elzeviri pubblicati tra il 1932 e il 1935 sul Corriere della Sera, alcuni dei quali sotto lo pseudonimo di Candido]
- Benedetti italiani, 1961; Firenze, Vallecchi
- Viaggi fra i terremoti, Firenze, Vallecchi, 1963
- Diario di uno straniero a Parigi, editado por Enrico Falqui, Firenze, Vallecchi, 1966; ed. francesa: Journal d'un étranger à Paris, Paris, Editions Table Ronde, 1967
- Battibecco. 1953-1957, Milano, Aldo Palazzi, 1967
- Il battibecco: inni, satire, epigrammi; prefácio de Piero Buscaroli, Torino, Fògola, 1982
- Filippo Corridoni. Mito e storia dell'"Arcangelo Sindacalista", raccolta di articoli, con Alceste de Ambris, Tullio Masotti, V. Rastelli, editado por Mario Bozzi Sentieri, edizioni Settimo Sigillo, 1988.

- Muss. Ritratto di un dittatore, Prefazione di Francesco Perfetti, nota di Giuseppe Pardini, Bagno a Ripoli (Firenze), Passigli, 2017 [col titolo Muss. Il grande imbecille, Luni, 1999], ISBN 978-88-36-81586-9.
- Febo cane metafisico, Passigli, 2018.
- Viaggio in Etiopia e altri scritti africani, editado por Enzo R. Laforgia, Bagno a Ripoli, Passigli, 2019 [Vallecchi, 2006], ISBN 978-88-368-1663-7.

### Ficção
- Avventure di un capitano di sventura, Roma: La Voce, 1927, editado por Leo Longanesi
- Don Camaleo, Genova: rivista La Chiosa diretta da Elsa Goss, 1928 (mais tarde em Don Camaleo e outros escritos satíricos, Florença: Vallecchi, 1946)
- Sodoma e Gomorra, Milano: Treves, 1931
- Fughe in prigione, Firenze: Vallecchi, 1936
- Sangue, Firenze: Vallecchi, 1937
- Donna come me, Milano: Mondadori, 1940; Firenze: Vallecchi, 2002.
- Il sole è cieco, Milano: Il Tempo, 1941; Firenze: Vallecchi, 1947
- Il Volga nasce in Europa, Milano: Bompiani, 1943; in Il Volga nasce in Europa e altri scritti di guerra, Firenze: Vallecchi
- Kaputt, Napoli: Casella, 1944; Milano: Daria Guarnati, 1948; Vallecchi, Firenze 1960, 1966; Adelphi, 2009
- La pelle, Roma-Milano: Aria d'Italia, 1949, 1951; Firenze: Vallecchi, 1959; Milano: Garzanti, 1967; Milano: Adelphi, 2010
- Storia di domani, Roma-Milano: Aria d'Italia, 1949
- Racconti italiani, editado por Enrico Falqui,  Passigli, Bagno a Ripoli (Florença)
- Il Ballo al Kremlino, Firenze: Vallecchi, 1971; Milano: Adelphi, 2012. Romance inacabado. Inicialmente, o material que o compõe deveria fazer parte da obra A Pele, mas acabou se tornando um romance em si, visando fechar a trilogia precedida por Kaputt (1944) e A Pele (1949). É um retrato da "nobreza marxista" no final dos anos 1920.
- Il compagno di viaggio, Milano, Excelsior 1881, 2007 - racconto inedito

### Teatro
- Du côté de chez Proust. Impromptu en un acte, in francese, Parigi: Théâtre de la Michodière, 1948
- Das Kapital. Pièce en trois actes, in francese, Parigi: Théâtre de Paris, 1949
- Anche le donne hanno perso la guerra, 1954 con la Compagnia Italiana di Prosa, Guido Salvini (regista), Lilla Brignone, Salvo Randone e Gianni Santuccio al Teatro La Fenice per la Biennale di Venezia
- La fanciulla del West opera em três atos de Guelfo Civinini e Carlo Zangarini com música de Giacomo Puccini. Florença, XVII Maggio Musicale Fiorentino, junho de 1954.
- Sexophone, 1955

### Poesia
- L'Arcitaliano, Firenze e Roma: La Voce, 1928 editado por Leo Longanesi (poi in L'Arcitaliano e tutte le altre poesie), Firenze: Vallecchi, 1963
- Il battibecco, Roma-Milano: Aria d'Italia, 1949

### Cinema
- Il Cristo proibito, Italia, 1951
- Călătoria lui Gruber, Romania 2009 pelo diretor Radu Gabrea.